# Zawiść (film)
Zawiść (ang. Envy) – amerykańsko-australijska komedia z 2004 roku w reżyserii Barry’ego Levinsona. Wyprodukowany przez DreamWorks Pictures i Columbia Pictures.

## Fabuła
Nick (Jack Black) i Tim (Ben Stiller) marzą o fortunie. Do tej pory pomysły Nicka na szybkie wzbogacenie się kończyły się fiaskiem. Tymczasem jego ostatni wynalazek znajduje uznanie. Tim szybko zaczyna żałować, że wykpił koncepcję kumpla i teraz nie może dzielić z nim sukcesu. Rodzi się w nim zazdrość.

## Obsada
- Ben Stiller jako Tim Dingman
- Jack Black jako Nick Vanderpark
- Rachel Weisz jako Debbie Dingman
- Amy Poehler jako Natalie Vanderpark
- Christopher Walken jako J-Man
- Ariel Gade jako Lula Dingman
- Sam Lerner jako Michael Dingman
- Ofer Samra jako Pete